# Amerikanisches Monsunsystem

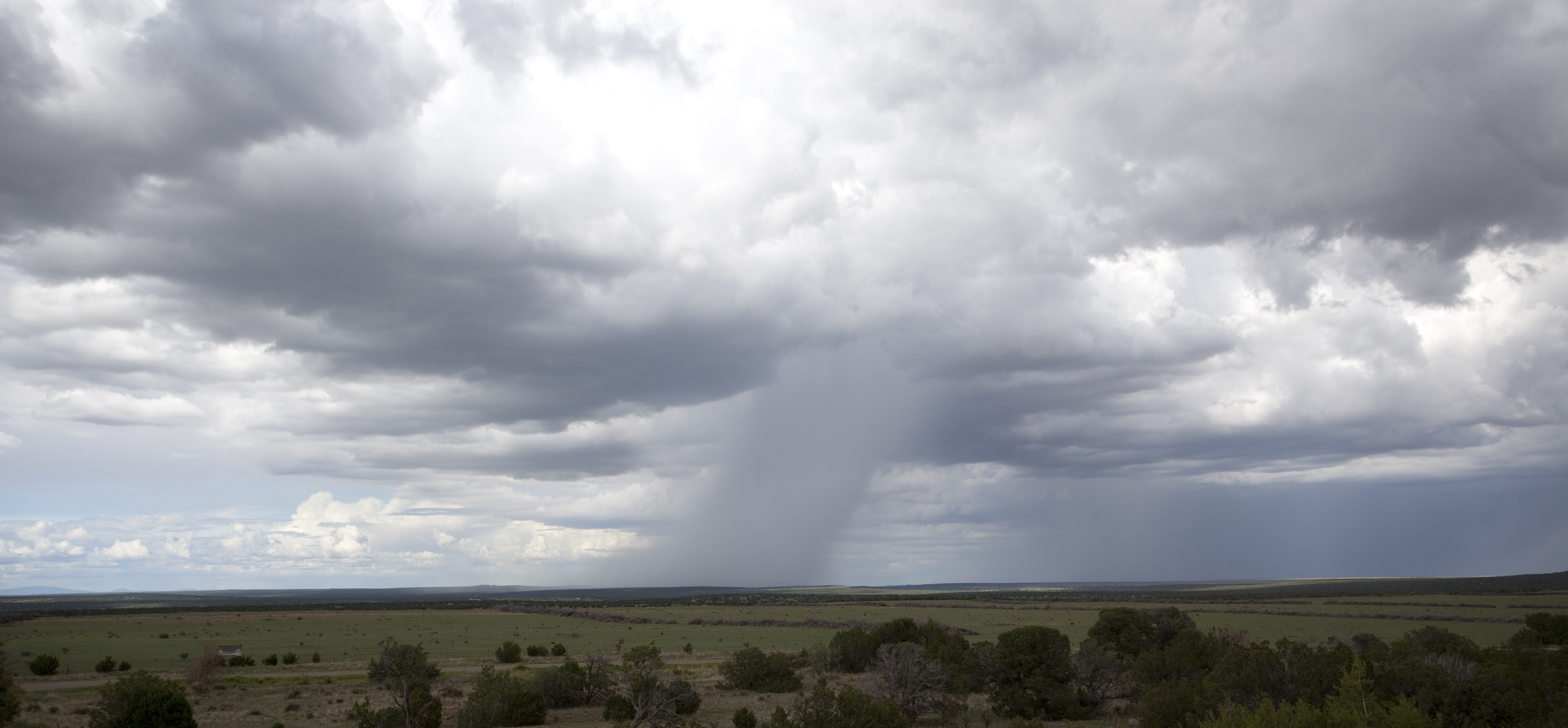
Monsunregen über New Mexico im Sommer 2011

Das Amerikanische Monsunsystem ist eine regionale Ausprägung eines Monsuns auf den amerikanischen Kontinenten.
In Nordamerika kann ein Monsunphänomen zwischen dem Golf von Mexiko und den Südstaaten der USA auftreten. Dieses ist jedoch, wie auch alle weiteren regionalen Monsune, wesentlich schwächer ausgeprägt und beeinflusst die ITC kaum. Durch ein Hitzetief im Tal des Colorado River, das sogenannte Yumatief, können hier warm-feuchte Winde aus dem Golf von Mexiko tief über die kontinentale Landmasse eindringen. Auch das Bermudahoch und ein schwaches Hoch über dem Vierländereck der Bundesstaaten Utah, Colorado, New Mexico und Arizona beeinflussen den Monsun. Dieser wirkt sich zudem auch auf die Bundesstaaten Nevada und Kalifornien aus. Der Sommermonsun ist für rund 70 % der Jahresniederschläge verantwortlich, stellt sich normalerweise Mitte Juli ein, hält bis in den September an und weht aus Richtung Süden. Im Gegensatz hierzu dominiert bei einem Wintermonsun eine westliche Windrichtung, was aus der Wechselwirkung verschiedener Druckgebiete resultiert.
Ausgangspunkt für die Monsunerscheinung in Südamerika ist eine Aufheizung der Luftschichten über dem Altiplano-Plateau während des Südsommers.